# F01HW
Pocket WiFi Dock F01HW (エフ ぜろいち エイチダブリュ) は、イー・モバイルが、華為技術日本製のD25HW専用のドッキングステーションとして発売した端末。「Pocket WiFi Dock（イー・アクセスの登録商標）」の名で販売されている。

## 概要
D25HWのクレードルとして、かつドッキングステーションとして有線のWi-Fiルータとして利用可能とするために発売された端末(卓上ホルダは、別途オプション設定されている)。
本端末の後には、GP03、GL02P、GL05P（ドコモでは、BF-01Dなど）といった端末が、附属品として、卓上ホルダ形状のクレードルに有線LANを接続して、無線ルータ親機としても使える機能の端末を発売しており、イー・アクセスとしては先駆的な端末となった(ただし、本端末の後、華為技術日本製の端末ではこのような形での発売や製造等はなされていない)。